# Nitrosyl fluoride
Nitrosyl fluoride (NOF) là hợp chất nitroso có liên kết cộng hóa trị.

## Phản ứng
NOF là tác nhân flo hóa mạnh, phản ứng với nhiều kim loại để tạo thành muối fluoride, giải phóng nitơ monoxit theo quá trình:
n NOF + M → MFn + n NO
NOF cũng fluoride hóa muối fluoride tạo thành các sản phẩm cộng có đặc tính giống như muối, như NOBF4.
Dung dịch NOF trong nước hòa tan mạnh kim loại, theo cơ chế tương tự như nước vương thủy. Nitrosyl fluoride phản ứng với nước tạo thành axit nitrơ, sau đó tạo thành axit nitric:
NOF + H2O → HNO2 + HF
3 HNO2 → HNO3 + 2 NO + H2O
Nitrosyl fluoride phản ứng với alcohol tạo thành nitrit:
ROH + NOF → RONO + HF
Phân tử có hình dạng uốn cong: điều này đã được chứng minh theo mô hình VSEPR, tại đó cặp electron không liên kết nằm trên nguyên tử N.

## Ứng dụng
Nitrosyl fluoride được sử dụng làm dung môi    và làm tác nhân flo hóa và nitrat hóa trong tổng hợp hữu cơ.    Nitrosyl fluoride từng được đề xuất làm chất oxy hóa trong các động cơ tên lửa.